# Quadruple
Quadruple je ve fotbalové terminologii označení pro úspěch klubu, který v jednom roce (resp. sezóně) získá čtyři trofeje, zpravidla domácí treble (tedy vítězství v domácí lize i národním a ligovém poháru) a k tomu vyhraje některou významnou kontinentální pohárovou soutěž (např. Ligu mistrů, Evropskou ligu). Jedno- či dvouzápasové soutěže (většinou superpoháry) a také Mistrovství světa ve fotbale klubů se obecně nepovažují za součást treble. Neoficiálně se quadruple používá i pro vítězství v jedné soutěži ve čtyřech po sobě jdoucích letech.